# Seiller (Adelsgeschlecht)

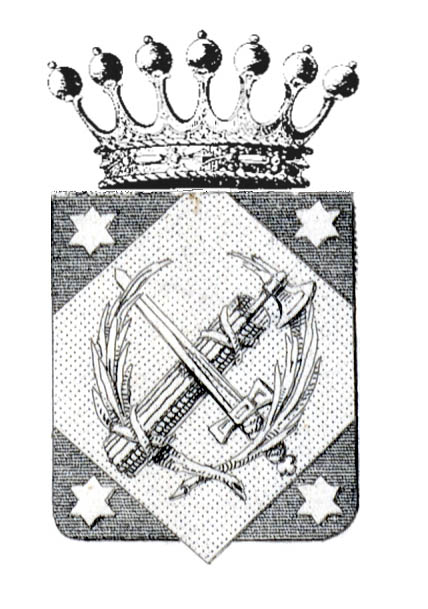
Wappen der Freiherren von Seiller

Seiller Wappen 1860

Die Freiherren von Seiller sind eine aus der Untersteiermark stammende Familie niederen Adels, deren direkte Stammreihe auf Kaspar Seiller zurückgeht. 

## Geschichte
Kaspar Seiller war k.u.k. Hof- und Gerichtsadvokat in Marburg an der Drau und starb ebenda im Jahr 1815. Dessen Sohn Johann Kaspar von Seiller (1802–1888) war k.u.k. Hof- und Gerichtsadvokat in Wien und Präses des Wiener Gemeinderats. In dieser Funktion wurde er mit Verleihung des Leopoldsordens am 15. März 1850 in Wien in den österreichischen Ritterstand erhoben. In nächster Funktion war Johann Kaspar von Seiller Bürgermeister von Wien und wurde dafür mit Diplom vom 6. April 1860 am 19. Jänner 1860 in den österreichischen Freiherrnstand erhoben. Wahlspruch: "Fortiter in re, suaviter in modo."
Johann Kaspars Bruder Anton Seiller war Unternehmer (Großhändler und Fabriksbesitzer) in der Untersteiermark und Krain (dem heutigen Slowenien) bzw. in Temeschwar/Banat. Dieser Familienzweig ist zwischenzeitlich erloschen.
Mit dem Adelsaufhebungsgesetz von 1919 ist der Adel selbst und sind die Adelsbezeichnungen in Österreich erloschen. Einige Nachkommen leben bis heute in Wien, deren Familienname ist Seiller ohne „von“.

## Wichtige Familienmitglieder
- Johann Kaspar von Seiller (1802–1888), 1851–1861 Bürgermeister von Wien
- Aloys von Seiller (1833–1918), k.u.k. geheimer Rat, Gesandter
- Anton von Seiller (1835–1908), Direktor der Pottendorfer Baumwollspinnerei
- Viktor von Seiller (1880–1969), k.u.k. Hofrat, österreichischer Militärattaché in Rom, Oberstleutnant im Generalstab
- Erich Bielka (1908–1992, Sohn der Hedwig von Seiller), österr. Diplomat, parteiloser Außenminister von Österreich 1974–1976
- Mario Seiller-Tarbuk (1925–2008), Kaufmann, Vorstand der F.M. Tarbuk & Co. AG
- Marina Seiller-Nedkoff (1944–), Künstlerin